# Índice TIOBE

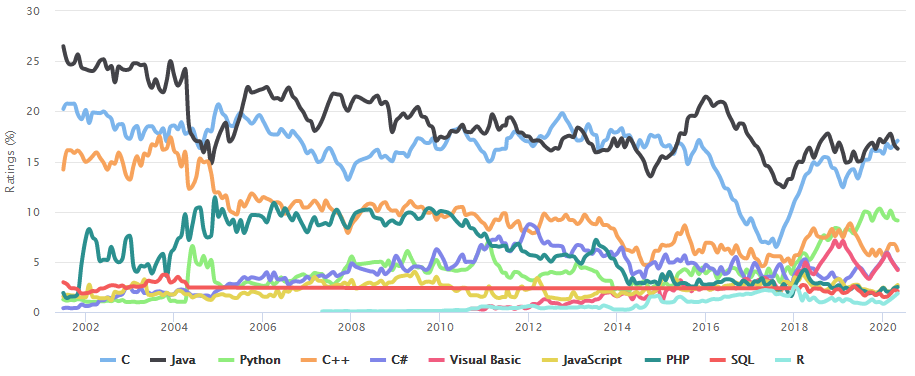
Índice TIOBE en mayo de 2020

El índice TIOBE o índice de la comunidad de programación TIOBE (en inglés: TIOBE programming community index) mide la popularidad de los lenguajes de programación. El índice fue creado por la compañía TIOBE, con sede en Eindhoven, Países Bajos. El índice se calcula a partir del número de resultados del motor de búsquedas para consultas que contienen el nombre de un lenguaje de programación. El índice cubre búsquedas en Google, Google Blogs, MSN, Yahoo!, Baidu, Wikipedia y YouTube.
El índice se actualiza una vez al mes. La consulta del índice es gratuita, pero los datos históricos están a la venta. Los autores del índice consideran que este puede ser valioso para tomar decisiones estratégicas. El índice se centra en lenguajes de programación que sean sistemas de Turing completos, por lo que excluyen en su índice lenguajes de marcado como HTML.
Los encargados del índice TIOBE explican que "no se trata del mejor lenguaje de programación o del lenguaje en el que se ha escrito la mayoría de las líneas de código", pero afirman que la cantidad de páginas web puede reflejar la cantidad de ingenieros, cursos o puestos de trabajo en todo el mundo relacionados con el lenguaje.

## Historia
El índice TIOBE es sensible a la política de clasificación de los motores de búsqueda en los que se basa. Por ejemplo, en abril de 2004, Google realizó una acción de limpieza para deshacerse de los intentos injustos de promover el rango de búsqueda. Como consecuencia, hubo una gran caída para lenguajes como Java y C++, pero estos lenguajes se han mantenido en la parte superior de la tabla. Para evitar tales fluctuaciones, TIOBE ahora usa múltiples motores de búsqueda.
En agosto de 2016, C alcanzó su puntaje de calificación más bajo desde que se lanzó el índice, pero seguía siendo el segundo idioma más popular después de Java,
y desde entonces ambos idiomas han bajado sustancialmente sin dejar de mantener las dos primeras posiciones.
El premio al lenguaje de programación del año TIOBE se otorga al lenguaje con el mayor aumento de popularidad anual en el índice, por ejemplo, Go fue el lenguaje de programación del año en 2016, C en los años 2017 y 2019 y Python en el año 2018.

## Criterio
Los mantenedores especifican que el índice TIOBE "no se trata del mejor lenguaje de programación o el lenguaje en el que se han escrito la mayoría de las líneas de código", pero afirman que el número de páginas web puede reflejar el número de ingenieros, cursos y trabajos en todo el mundo.
Pierre Carbonnelle desafía la designación de Objective-C por parte de TIOBE como el "lenguaje de programación del año" en 2012, argumentando que puede haber muchas páginas de Objective-C en la web, pero que rara vez se leen. En su lugar, propone su propio índice PYPL, basado en los datos de Google Trends. Muestra las tendencias de popularidad desde 2004, en todo el mundo y para 5 países diferentes.
Tim Bunce, autor de Perl DBI, ha sido crítico con el índice y sus métodos de clasificación.